# Dinocrocuta
A Dinocrocuta az emlősök (Mammalia) osztályának ragadozók (Carnivora) rendjébe, ezen belül a fosszilis Percrocutidae családjába tartozó nem.

## Előfordulásuk
A Dinocrocuta-fajok előfordulási területe magába foglalta Eurázsia legnagyobb részét, valamint Afrika egyes térségeit is. Ezek az állatok a miocén kor középső és késő szakaszaiban léteztek. A D. gigantea Spanyolországtól egészen Kína középső részéig élt; feltételezések szerint a D. senyureki Tibetből származott, míg a D. algeriensis Észak-Afrikában fordult elő.

## Megjelenésük
Első ránézésre ezek az állatok óriás hiénákra (Hyaenidae) hasonlítanak, azonban csak távolabbi rokonaik azoknak; a hasonlóság a konvergens evolúció eredménye. Eme fosszilis emlősnemből a D. gigantea volt a legnagyobb; ennek a fej-testhossza 1,9 méter, marmagassága 1,3 méter és koponyahossza 43 centiméter volt; testtömegét 380 kilogrammra becsülték, azonban meglehet, hogy ez egy eltúlzott érték. A holotípust, amely kisebb méretű, csak 200 kilogrammosra becsülték; így a legnagyobbak is körülbelül, csak 300 kilogrammosak lehettek. De így is az egyik legnagyobb igazi ragadozónak számít, nála csak a Smilodon populator, az amerikai oroszlán (Panthera leo atrox), valamint néhány medvekutya- (Amphicyonidae) és medvefaj (Ursidae) volt nagyobb. Mivel konvergens evolúciót mutat a hiénákkal, valószínűleg ugyanolyan életmódott folytatott, mint a mai állatok, tehát az állkapcsa is igen erős, csontzúzó lehetett.

## Életmódjuk
Az nem ismert, hogy a Dinocrocuta-fajok magányosan, párban vagy falkában éltek-e. A nagy mérete megengedte, hogy olyan orrszarvúfélékre (Rhinocerotidae) vadásszon, mint például a Chilotherium; de valószínűleg ebből is csak a beteget vagy a borjat zsákmányolta. Egy Chilotherium tehén koponyáján begyógyult Dinocrocuta harapás látható, ami azt jelenti, hogy a ragadozó aktívan vadászott eme fosszilis orrszarvúfélére, és nemcsak a tetemeket takarította el.

## Rendszerezés
A nembe az alábbi 4 faj tartozik:
- Dinocrocuta algeriensis
- Dinocrocuta gigantea
- Dinocrocuta salonicae
- Dinocrocuta senyureki

## Képek

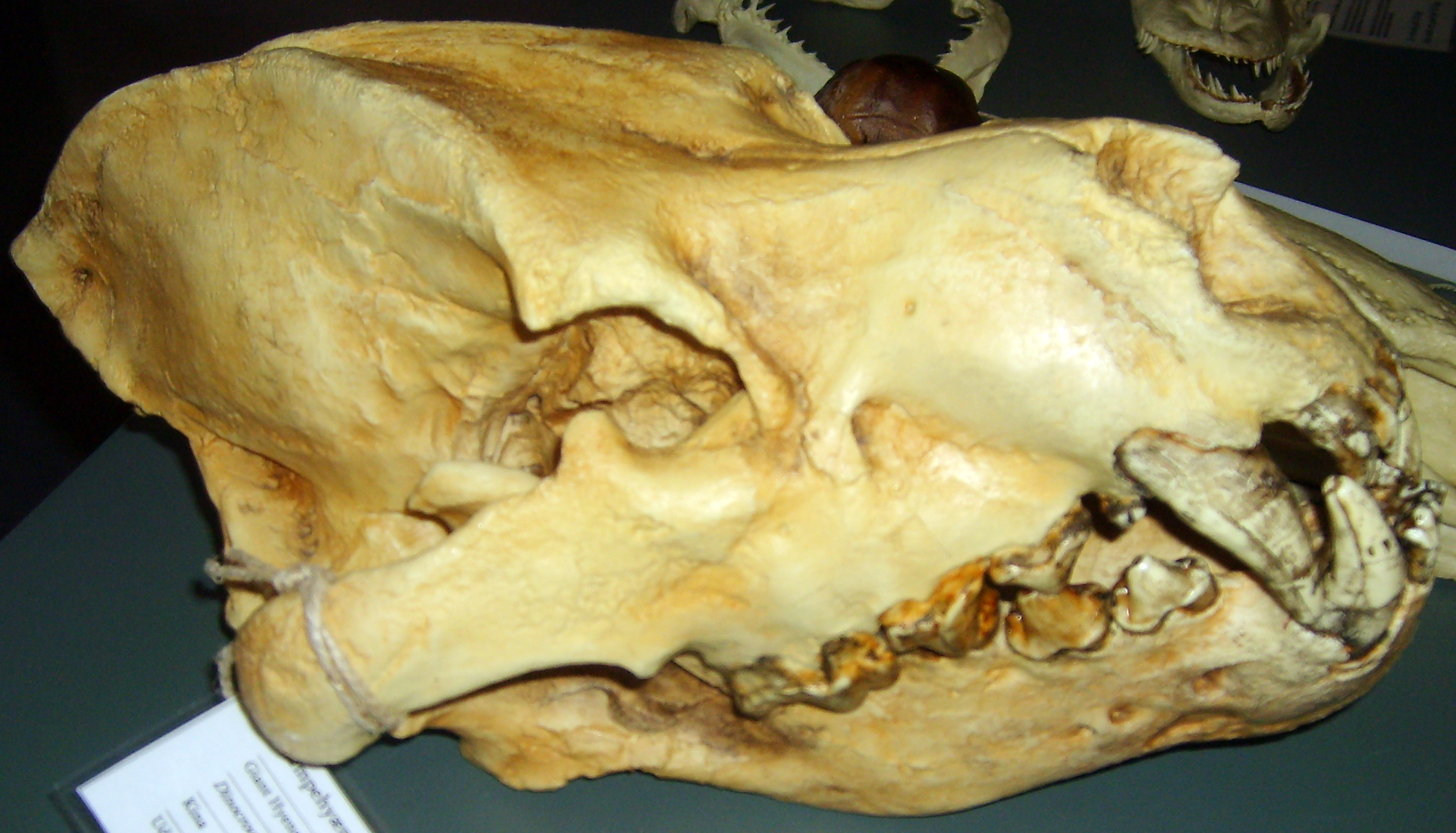
A D. gigantea
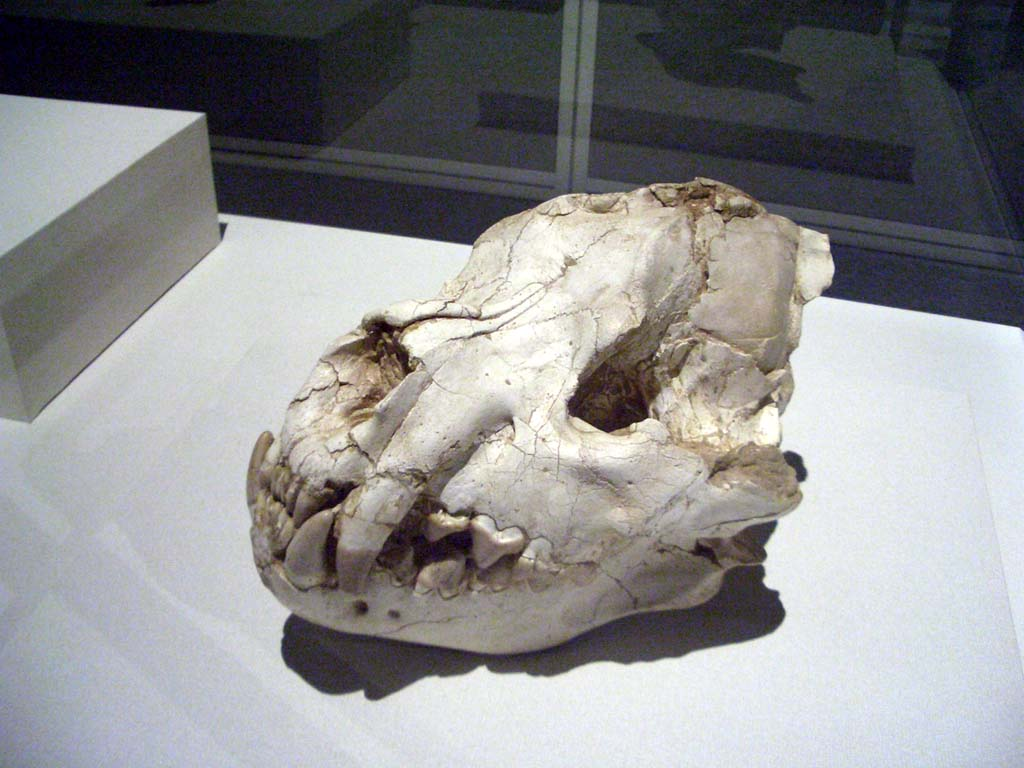
koponyái
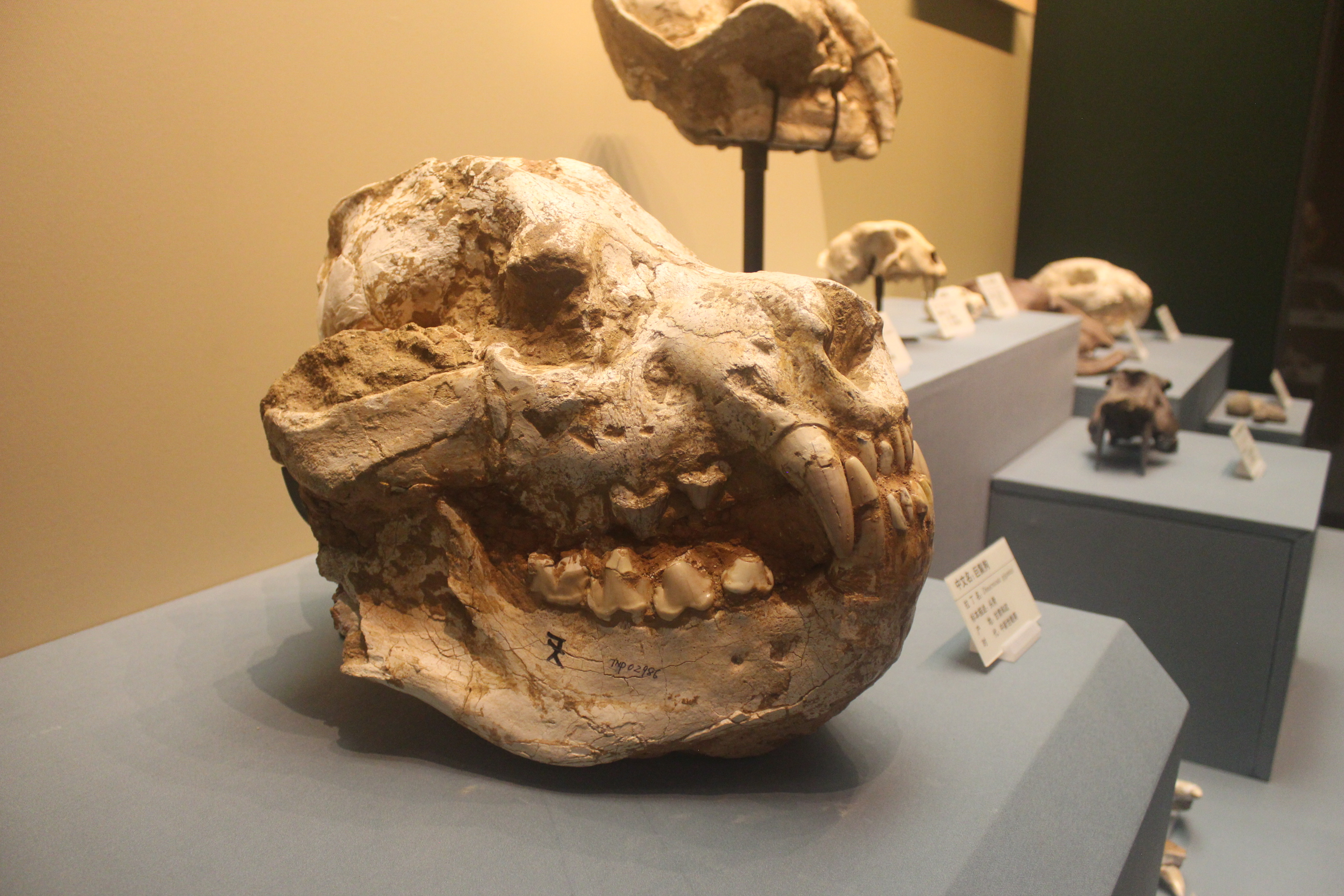
és
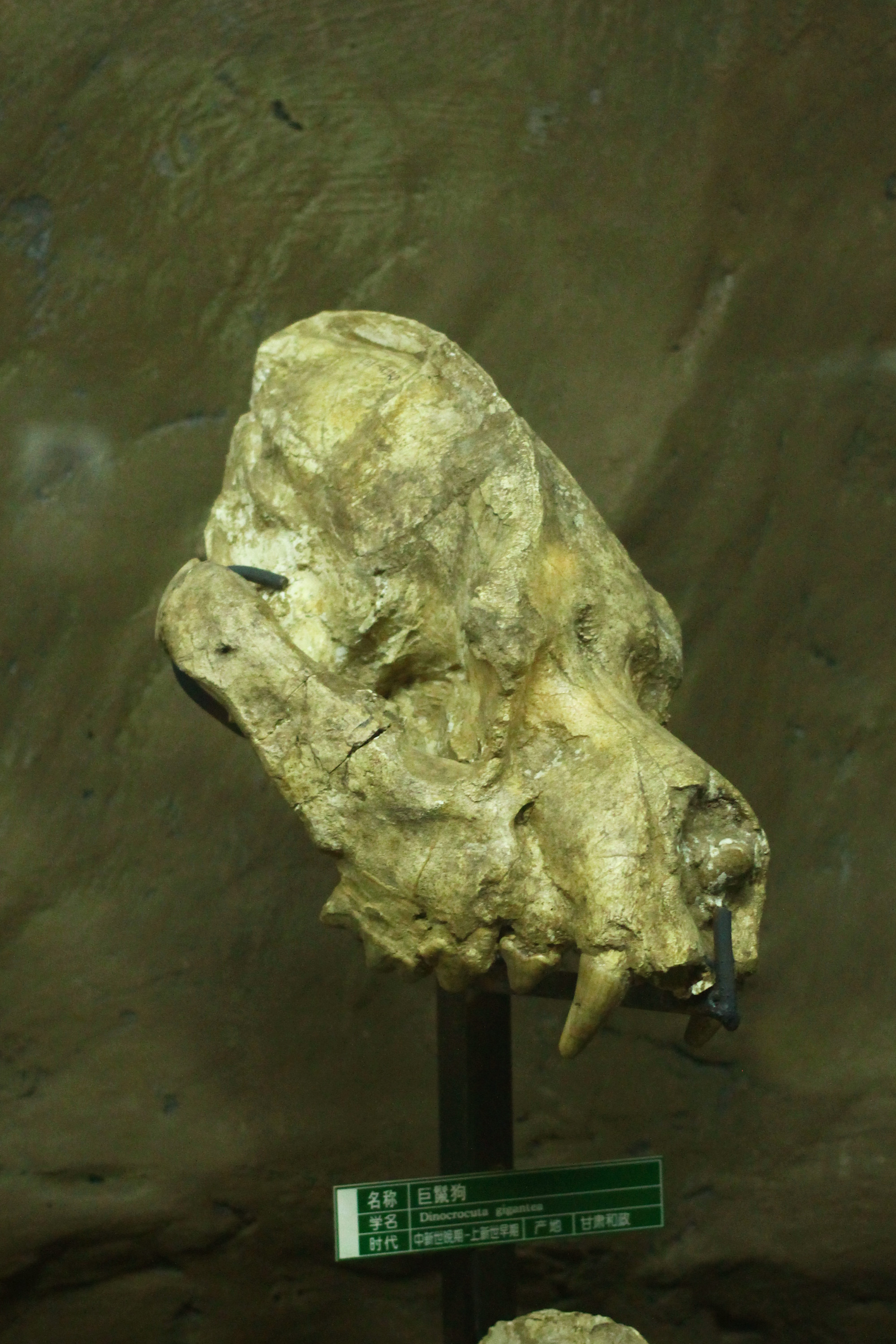
állkapcsai
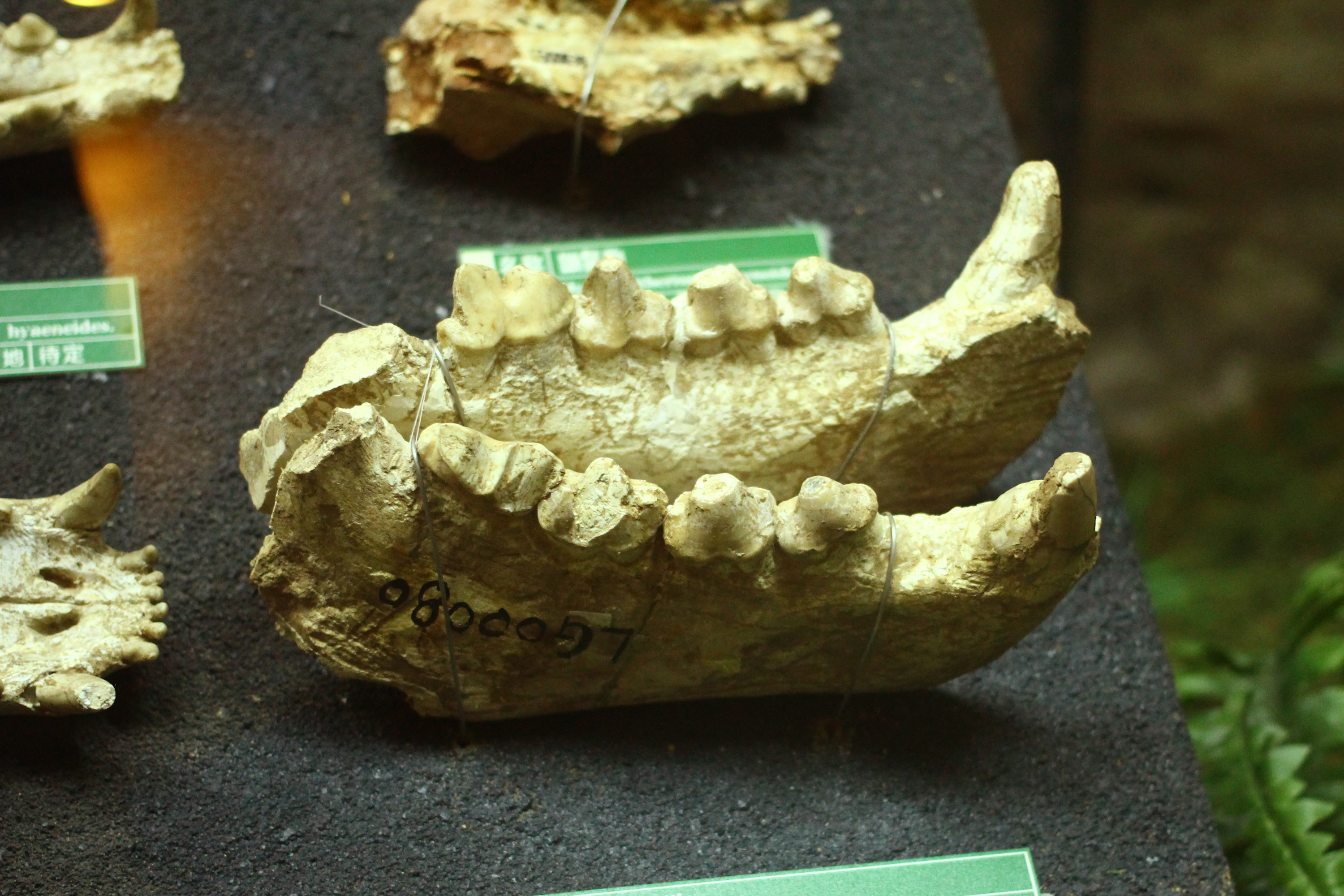

## Fordítás
- Ez a szócikk részben vagy egészben  a   Dinocrocuta című angol Wikipédia-szócikk ezen változatának fordításán alapul.  Az eredeti cikk szerkesztőit annak laptörténete sorolja fel. Ez a jelzés csupán a megfogalmazás eredetét és a szerzői jogokat jelzi, nem szolgál a cikkben szereplő információk forrásmegjelöléseként.